# تلفن قرمز
تلفن قرمز (ایتالیایی: Telefono rosso) یک فیلم پورنوگرافی هاردکور ایتالیایی محصول سال ۱۹۸۶ است. تلفن قرمز اولین فیلم هاردکور در ایتالیا بود. ریکاردو اسکیکی کارگردان فیلم بود و ایلونا استالر در آن حضور داشت. این فیلم توسط کمپانی آن‌ها دیوا فوتورا (ایتالیایی: Diva Futura) تولید شد.